# Lijst van wielrenners - J
Dit is een lijst van wielrenners met als beginletter van hun achternaam een J.

## Ja
- Alison Jackson
- Elsy Jacobs
- Jos Jacobs
- Patrick Jacobs
- Pieter Jacobs
- Edmond Jacquelin
- Wim de Jager
- Gert Jakobs
- Fabio Jakobsen
- Sergej Jakovlev
- Jörg Jaksche
- Laurent Jalabert (Jaja)
- Nicolas Jalabert
- Dieudonné Jamar
- Mark Jamieson
- Xavier Jan
- Ben Janbroers
- Harm Jansen
- Harrie Jansen
- Jan Jansen
- Jan Janssen (de Professor)
- Sjef Janssen
- Lode Janssens
- Ludo Janssens
- Marcel Janssens
- Carlos Jaramillo
- Rolf Järmann
- Małgorzata Jasińska
- Zenon Jaskuła
- Marta Jaskulska
- Megan Jastrab

## Je
- Arnold Jeannesson
- Geneviève Jeanson
- Aleksandr Jefimkin
- Vladimir Jefimkin
- Lilian Jégou
- Fabian Jeker
- Vjatsjeslav Jekimov
- Adil Jelloul
- Marty Jemison
- Nora Jenčušová
- Vincent Jérôme
- Nikita Jeskov
- Realdo Jessurun
- Krzysztof Jeżowski

## Ji
- Ji Cheng
- Eladio Jiménez
- Julio Jiménez

## Jo
- Benoît Joachim
- Allan Johansen
- Bernt Johansson
- Emma Johansson
- Johim Ariesen
- Benjamin Johnson
- Stephan Joho
- Émile Joly
- Sébastien Joly
- Danny Jonasson
- Brice Jones
- Demi de Jong
- Thalita de Jong
- Piet de Jongh
- Rein de Jongh
- Steven de Jongh
- Patrick Jonker
- Cees Joosen
- Casper Jørgensen
- Jonas Aaen Jørgensen
- Tiril Jørgensen
- Matteo Jorgenson
- José Herrada
- José María Jiménez (el Chaba)
- Gregory Joseph
- Lucie Journier
- Christian Jourdan
- Jean Jourden

## Ju
- Josep Jufré
- Pascal Jules
- José Julia
- Bobby Julich
- Bob Jungels
- Hans Junkermann
- Egidijus Juodvalkis
- Matej Jurčo
- Charles Juseret
- Christopher Juul-Jensen

A · B · C · D · E · F · G · H · I · J · K · L · M · N · O · P · Q · R · S · T · U · V · W · X · Y · Z